# Ungkarlarnas paradis
Ungkarlarnas paradis är en tysk komedifilm i regi av Kurt Hoffmann. Den innebar Hoffmanns debut som filmregissör efter att under några år verkat som regiassistent.

## Handling
Hugo Bartels genomgår sin andra skilsmässa och tröttnar på kvinnor. Han bildar en pakt tillsammans med två kamrater, en "ungkarlsklubb" där alla går med på att inte gifta sig. Situationen kompliceras av att Bartels ändå blir kär på nytt, och för att undvika att förnedras bestämmer han sig för att para ihop sina kompisar med sina två exfruar.

## Rollista
- Heinz Rühmann - Hugo Bartels
- Josef Sieber - Caesar Spreckelsen
- Hans Brausewetter - Dr. Balduin Hannemann
- Gerda Maria Terno - Eva
- Hilde Schneider - Hermine
- Trude Marlen - fru Platen
- Maly Delschaft - Amalia Bernau
- Paul Bildt - Krüger